# Olivia Apps
Pour les articles homonymes, voir Apps.

a Compétitions nationales et continentales officielles uniquement.

b Matchs officiels uniquement.
Olivia Apps, née le 1er décembre 1998 à Toronto (Canada), est une joueuse internationale canadienne de rugby à XV et internationale à sept. Elle joue au poste de demi de mêlée.

## Biographie
Olivia Apps est la fille de l'homme politique et homme d'affaires canadien Alfred Apps (en). Née le 1er décembre 1998 à Toronto dans la province d'Ontario, elle est affectée depuis l'âge de sept ans d'une alopécie totale. Elle commence le rugby à quinze ans et joue en 2023 pour le club de Lindsay RFC.
Elle fait partie de l'équipe du Canada de rugby à sept des Jeux du Commonwealth de 2018, qui termine à la quatrième place.
En juin 2021, elle est sélectionnée dans l'équipe olympique canadienne de 2020 en tant que remplaçante. En septembre de la même année, elle devient capitaine de l'équipe du Canada de rugby à sept.
Elle participe à la Coupe du monde de rugby à sept 2022 au Cap,, où le Canada se classe sixième après avoir perdu contre les Fidji,.
Le 8 juillet 2023, elle fait ses débuts internationaux avec l'équipe du Canada de rugby à XV lors d'un test match contre la Nouvelle-Zélande à Ottawa,, perdu 52-21,. Le 23 août 2023, elle est capitaine des joueuses canadiennes à sept lors du tournoi du Starlight Stadium qui les qualifie pour les Jeux olympiques d'été de 2024. À l'automne de la même année, elle est retenu avec l'équipe du Canada de rugby à XV pour participer au WXV en Nouvelle-Zélande.

## Palmarès
- Vainqueur des Pacific Four Series en 2024.